# Martin Wimmer

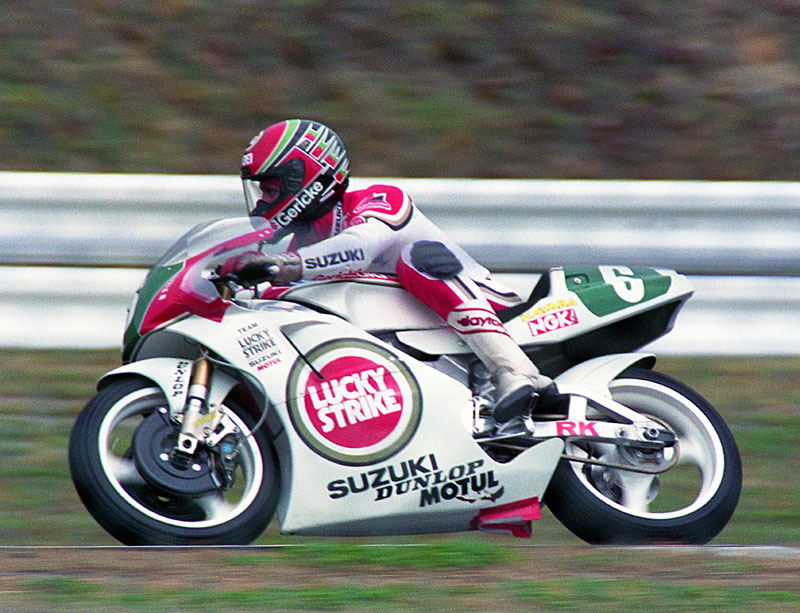
Wimmer auf 250-cm³-Suzuki beim Großen Preis von Japan 1991

Martin Wimmer (* 11. Oktober 1957 in München) ist ein ehemaliger deutscher Motorradrennfahrer.

## Laufbahn
1978 gewann Martin Wimmer den neu eingeführten Yamaha-XS-400-Cup. Zwischen 1980 und 1991 nahm er an der Motorrad-Weltmeisterschaft teil und startete vor allem in der 250-cm³-Klasse auf Yamaha. Wimmer konnte insgesamt drei Grand-Prix-Siege erringen. Sein erfolgreichstes Jahr war 1985, als er den Großen Preis von Deutschland gewann und zwei zweite Plätze (Großer Preis von Spanien und Dutch TT) belegte. Seine beste Platzierung in der Weltmeisterschaft waren vierte Gesamtplätze 1982 und 1985. Außerdem wurde Wimmer auf Yamaha insgesamt viermal Deutscher Meister, dreimal in der 250-cm³-Klasse und einmal bei dem 350ern.
Im Jahr 1987 gewann Martin Wimmer auf Yamaha gemeinsam mit dem Australier Kevin Magee das 8-Stunden-Rennen von Suzuka.
Mit Wirkung vom 23. März 2009 kaufte er zusammen mit seiner Frau Martina Häger und Ralf Waldmann den Motorradhersteller MZ vom malayischen Konzern Hong Leong Industries und war danach Geschäftsführer der Firma. Am 8. September 2012 meldete Wimmer für die Motorenwerke Zschopau Insolvenz beim Amtsgericht Chemnitz an.

## Familie
Seine Tochter Miriam Wimmer ist Fernsehmoderatorin.

## Erfolge
- 1978 – Gewinner des Yamaha-Cups
- 1981 – Deutscher 250-cm³-Meister auf Yamaha
- 1981 – Deutscher 350-cm³-Meister auf Yamaha
- 1984 – Deutscher 250-cm³-Meister auf Yamaha
- 1985 – Deutscher 250-cm³-Meister auf Yamaha
- 1987 – Sieger beim 8-Stunden-Rennen von Suzuka mit Kevin Magee auf Yamaha YZF 750
- 3 Grand-Prix-Siege in der 250-cm³-Klasse